# AJ Lambert
AJ Lambert, celým jménem Angela Jennifer Lambert, (* 22. května 1974 Los Angeles) je americká zpěvačka. Je dcerou zpěvačky Nancy Sinatra a jejího druhého manžela Hugha Lamberta a zároveň vnučkou zpěváka Franka Sinatry. Jejím kmotrem je herec James Darren. Dostávala klavírní lekce. V roce 1996 úspěšně dokončila studium na univerzitě. Působila v několika kapelách coby baskytaristka a bubenice. Podílela se jako hudební dozorce na několika filmech. Rovněž pořádá koncertní pořady, při nichž hraje písně Franka Sinatry, a to za doprovodu klavíristy Johna Boswella. V lednu 2019 bylo vydáno její debutové album s názvem Careful You. Deska obsahuje coververze písní například od Johna Calea či skupiny TV on the Radio. V roce 2013 založila s kytaristou Gregem Aheem (Protomartyr) a bubeníkem Mikem Wallacem (Preoccupations) kapelu Bloodslide. Se svým manželem Johnem Paparazzim má dceru jménem Miranda Vega Paparazzi (2013).